# Pseudodoryctes camerunus
Pseudodoryctes camerunus är en stekelart som beskrevs av Szepligeti 1914. Pseudodoryctes camerunus ingår i släktet Pseudodoryctes och familjen bracksteklar. Inga underarter finns listade i Catalogue of Life.